# Micaela Sjöstedt

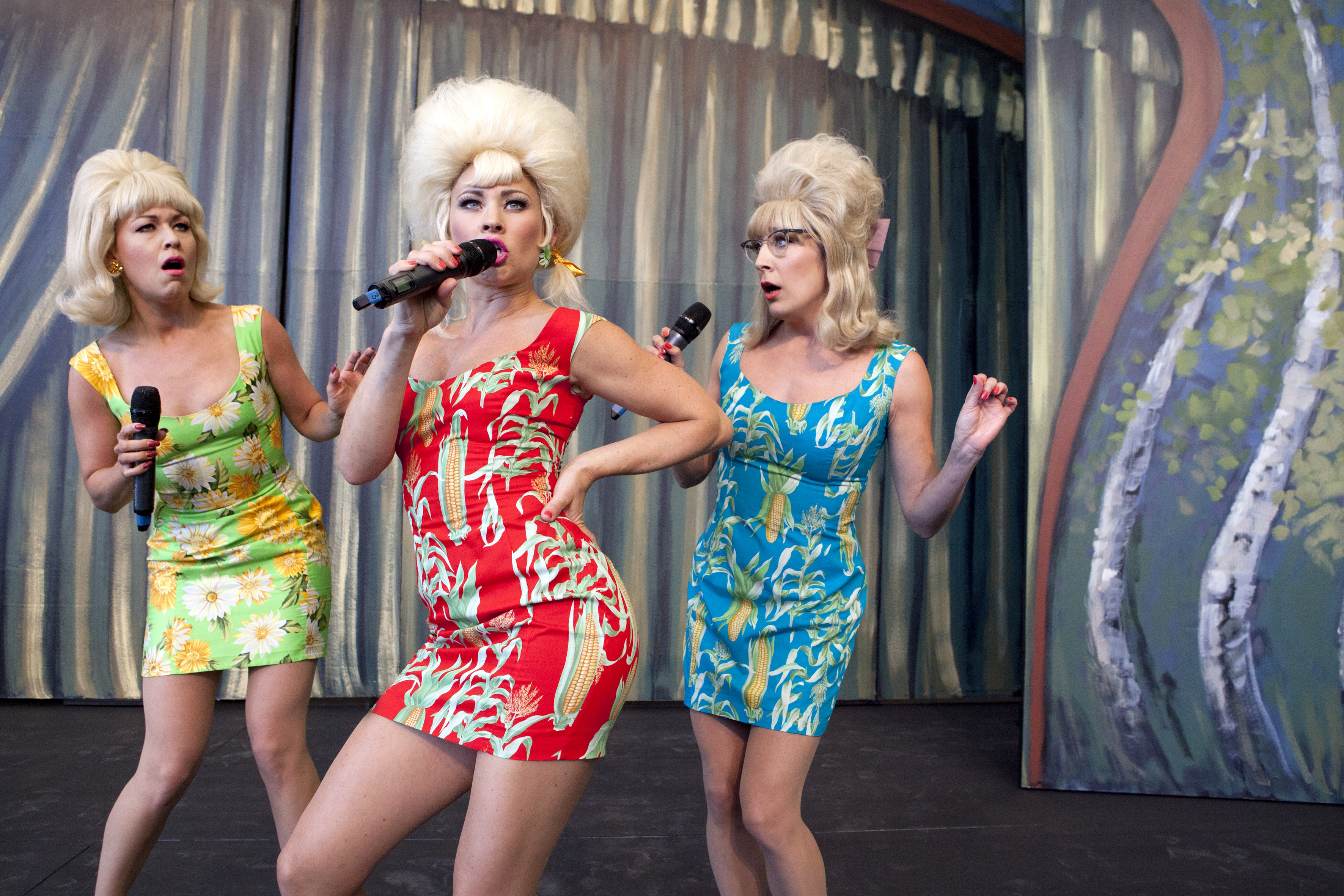
Micaela Sjöstedt, Hanna Lindblad och Kattis Trollregn från Gunnebo Sommarteaters uppsättning av Från Parken till Vegas (2014).

 Micaela Helena Ann Sjöstedt, född 30 juni 1982 i Göteborg, är en svensk musikalartist och operasångere (sopran).

## Utbildning och praktik
Micaela Sjöstedt är utbildad vid Swedish National Balletschool i Göteborg (1991–98), Kungliga Svenska Balettskolan (1999–2002), Wendelsbergs teater- och skolscen (2003–05), Operastudio vid Göteborgsoperan (2004–05) och  Musikalprogrammet vid Högskolan för scen och musik i Göteborg (2007–10).

## Engagemang vid Göteborgsoperan
Vid Göteborgsoperan har Micaela Sjöstedt gjort operadebut i rollen som Barbarina i Figaros bröllop (2019). Som musikalartist har hon haft rollen som Meg Giry i The Phantom of the Opera (2017–18) och även varit cover i rollen som Christine. I Sunset Boulevard hoppade hon in som cover i rollen Betty Schaefer flera gånger. 
Hon ingick också i ensemblen i Crazy for you och spelade rollen som Polly Baker vid flera tillfällen. Micaela Sjöstedt spelade även huvudrollen i Göteborgsoperans barnföreställning Världens bästa tårta. Hon gjorde inhopp i rollen som  Esmeralda i Ringaren i Notre Dame de Paris (2018–2019) och uppträdde som "Forna Julars spöke" i En Julsaga – en familjemusikal baserad på Dickens klassiska berättelse – på Stora scenen i december både 2018 och 2023.
Säsongen 2022/2023 medverkade Micaela Sjöstedt i Cabaret, där hon även var cover för rollen Konferencieren och gjorde flera inhopp. Hon gjorde även flera inhopp i rollen som Nancy i musikalen Oliver!
Vidare gjorde hon en av huvudrollerna, Arvprinsessan Isabella, i uppsättningen av Det var en gång på Grand Hôtel våren 2023.
Under hösten 2023 medverkade Micaela Sjöstedt tillsammans med Lars Hjertner i den musikaliska revyn Let's fall in love, en hyllning till Cole Porter, som uppfördes på Göteborgsoperans Lilla scen och turnerade i Västra Götalandsregionen.

## Engagemang i övriga Sverige
Micaela Sjöstedt har medverkat i flera stora musikalproduktioner runt om i Sverige bland annat Cats och The Phantom of the Opera (2016-17) på Cirkus där hon flera gånger spelade i huvudrollen som Christine Daeé. Hon har även spelat i Evita på Göta Lejon. 
I West Side Story i Umeå gjorde hon rollerna Fransisca och Maria på Norrlandsoperan. 
På Malmö Opera har hon varit med i Les Misérables och Evita, och även spelat Sarah Stone i No way to treat a lady och Anne Egerman i Sommarnattens leende (2013). 
I Stockholmsuppsättningen av The Phantom of the Opera hoppade hon vid flera tillfällen in i rollen som Christine.
År 2020 spelade hon den kvinnliga huvudrollen Rita i Måndag hela veckan på Wermland Opera.
Våren 2022 gjorde hon rollen Despina i Così fan tutte på Folkoperan.